# 竹内彩 (写真家)
竹内 彩（たけうち あや、1966年 - ）は、日本のグラビア写真家。

## 経歴
1966年、東京都の深川生まれ。文化服装学院卒業後にレコード会社に勤務し、その後独立して音楽プロダクションを設立した。独立してから趣味と実用を兼ねて写真を手掛けるようになり、1994年にAV男優を被写体とした写真集『ヌードメン』でデビューした。

## 作品

### 単独作品
- カメラSEX 竹内彩の世界 素人ヘアヌード最前線 【VHS】製作年：1995年

- Libré : Ingénu fantaisie : 古川恵実子写真集　リイド社 1997年
- +vary : 渡辺かおる写真集　英知出版 1999年
- Natural : 麻生かおり写真集　リイド社 1996年
- 女豹 奇妙な果実 津野田薫ファースト写真集　発行年月：2000年10月
- P感触! : 竹下玲奈&松梨知果　ワニブックス 2001年
- LADY BOMB 秋吉里香写真集　発行年月：2001年10月
- One love for you 夏樹ちえり1st写真集　発行年月：2001年12月
- 私的生活 秋吉志帆写真集　発行年月：2002年10月
- WHITE ROOM 朝倉しほ1st写真集　発行年月：2001年10月
- バズーカ 小泉麻由2nd写真集　発行年月：2002年04月
- もなか - 坂下麻衣写真集 ISBN 9784812411964　竹書房 2003年

### 共同作品
- 女優として : Garo's actress selection Garo Aida photographs 会田我路, 竹内彩 撮影 キャプテンミュージック 1994